# Mein Leben mit Anne Frank
Mein Leben mit Anne Frank ist ein Spielfilm aus dem Jahr 1988, der auf dem Buch Meine Zeit mit Anne Frank von Miep Gies und der Schriftstellerin Alison Leslie Gold basiert. Obwohl der Fernsehfilm heute relativ unbekannt ist, ist er doch einer der am gründlichsten recherchierten Filme über die im Holocaust umgekommene Jüdin Anne Frank.

## Handlung
Deutsche Truppen besetzen die Niederlande und verfolgen auch hier unnachgiebig die jüdische Bevölkerung. Zusammen mit ihrem Ehemann Jan und vier Mitarbeitern der kleinen Opekta-Firma beginnt die aus Wien stammende Miep Gies acht jüdische Mitbürger in einem Hinterhaus zu verstecken. Anne, mit der Miep ein freundschaftliches Verhältnis pflegt, beginnt ein Tagebuch zu verfassen, in dem sie vom Leben im Hinterhaus berichtet. Miep und die anderen Unterstützer der Familie Frank, der Van Pels’ sowie des Zahnarztes Fritz Pfeffer riskieren viel, um ihre Schützlinge vor dem Zugriff der Nationalsozialisten zu bewahren. Eines Tages jedoch betritt Karl Josef Silberbauer Mieps Büro. Das Versteck der Juden wurde verraten. Von neun Menschen, die in die Konzentrationslager deportiert werden, überlebt nur Otto Frank das Todeslager Auschwitz-Birkenau. Seine Hoffnung ist, dass zumindest Anne und deren Schwester Margot überlebt haben. Diese Hoffnung wird durch einen Brief zunichtegemacht, in dem steht, dass beide in Bergen-Belsen ums Leben gekommen sind. Miep bleibt nichts anderes zu tun, als das Tagebuch, das sie vor dem Zugriff von Silberbauers Polizeischergen retten konnte, Otto Frank zu geben. Wer Anne und ihre Angehörigen verraten hat, konnte – laut Insert – bislang nicht geklärt werden.

## Hintergrundinformationen
Zum Teil an Originalschauplätzen in Amsterdam gedreht, entstand er mit Unterstützung von Jan und Miep Gies. Zwar legt das Drehbuch den Hauptaugenmerk auf den Charakter von Miep Gies, so dass Anne Frank etwas in den Hintergrund gerät, dennoch finden Annes Pseudonyme, die sie in ihrem Tagebuch verwendete (Herr Van Daan, Herr Dussel) auch im Film Anwendung. Auch das Casting wurde etwas stereotyp vorgenommen: Peter Van Pels beispielsweise trägt im Film dunkle Haare und hat ein mehr jüdisches mediterranes Äußeres; der historische Peter Van Pels hatte mehr ein mitteleuropäisches Aussehen.
Die Anne-Frank-Darstellerin Lisa Jacobs stand 2006 in Die Zehn Gebote an der Seite von Hannah Taylor-Gordon vor der Kamera. Taylor-Gordon verkörperte in Anne Frank die Anne Frank. Lisa Jacobs ist heute mit Steven Mackintosh verheiratet. Dieser stand 1987 in Das Tagebuch der Anne Frank als Peter Van Pels vor der Kamera.

## Auszeichnungen
Neben fünf weiteren Emmy-Nominierungen, darunter für Mary Steenburgen und Lisa Jacobs als Beste Haupt- bzw. Beste Nebendarstellerin gewann der Film 1988 den Emmy in der Kategorie Bestes Drehbuch. Außerdem wurde der Filmeditor Jerrold L. Ludwig für einen Eddie Award nominiert.